# Фердинанд фон Шил
Фердинанд Баптиста фон Шил (Баневиц, 6. јануар 1776 — 31. мај 1809.) био је пруски мајор.
У Наполеоновим ратовима, рањен код Ауерштета, јануара 1807. године формирао је фрајкор од 1200 људи с којима предузима успешне испаде против Француза, а у априлу учествује у одбрани опседнутог Колберга. Средином маја 1807. године прелази у Шведску Померанију, формира нови фрајкор, па је именован за команданта 2. хусарског пука. Кад су Аустријанци 1809. године, упадом у Баварску заратили с Француском, Шил тежи да у рат увуче Прусију и да уједно изазове општенемачки устанак. Без сагласности краља, прелази 28. априла са својим пуком реку Лабу, изводи препаде и сукобљава се с француским снагама Додендорфа. Укорен од краља, повлачи се у Мекленбург, одакле тражи британску помоћ. Надмоћније холандско-данске снаге (5-6000 људи), потчињене Французима, потисли су његов фрајкор и устанике ка Штралзунду и у бици од 21. маја, у којој је и сам Фердинанд Шил погинуо, сломиле су њихов отпор. 